# Arco catenario

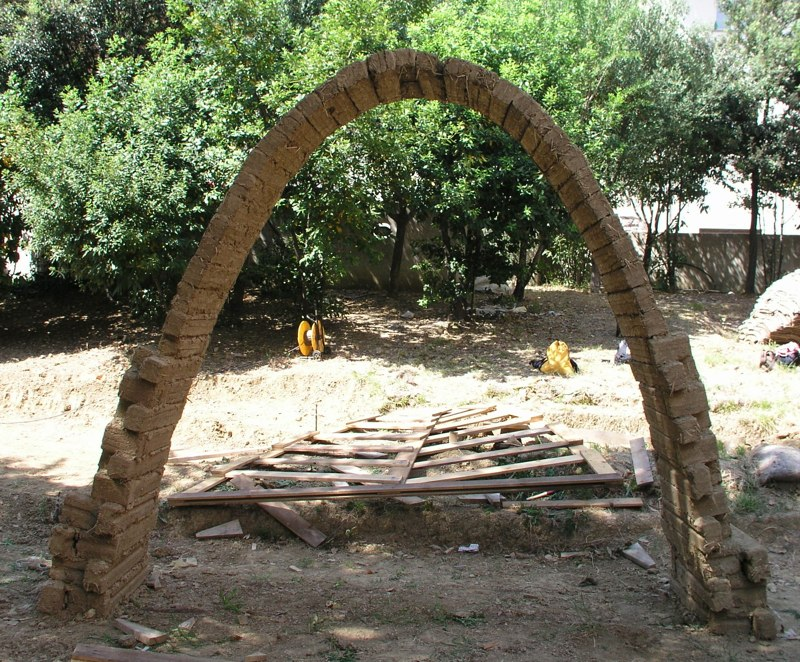
Un arco catenario de ladrillos de adobe

Una cadena (izquierda) y un arco catenario (derecha). Una apunta hacia abajo y el otro hacia arriba, pero ambos son la misma curva: una catenaria

Un arco catenario o arco de catenaria es un tipo de arco cuyo perfil coincide con el de una curva catenaria invertida. Aproximaciones a la curva catenaria se han utilizado intuitivamente en la construcción de edificios desde la antigüedad. Forma parte de un principio subyacente al sistema general de bóvedas y contrafuertes en las catedrales góticas construidas con sillares de piedra y en las cúpulas del Renacimiento. Aunque su aspecto es muy parecido al de un arco parabólico, son curvas muy distintas desde el punto de vista matemático (la catenaria posee la ecuación y=(ex+e-x)/2, mientras que la ecuación de la parábola es y=x2).

## En la historia

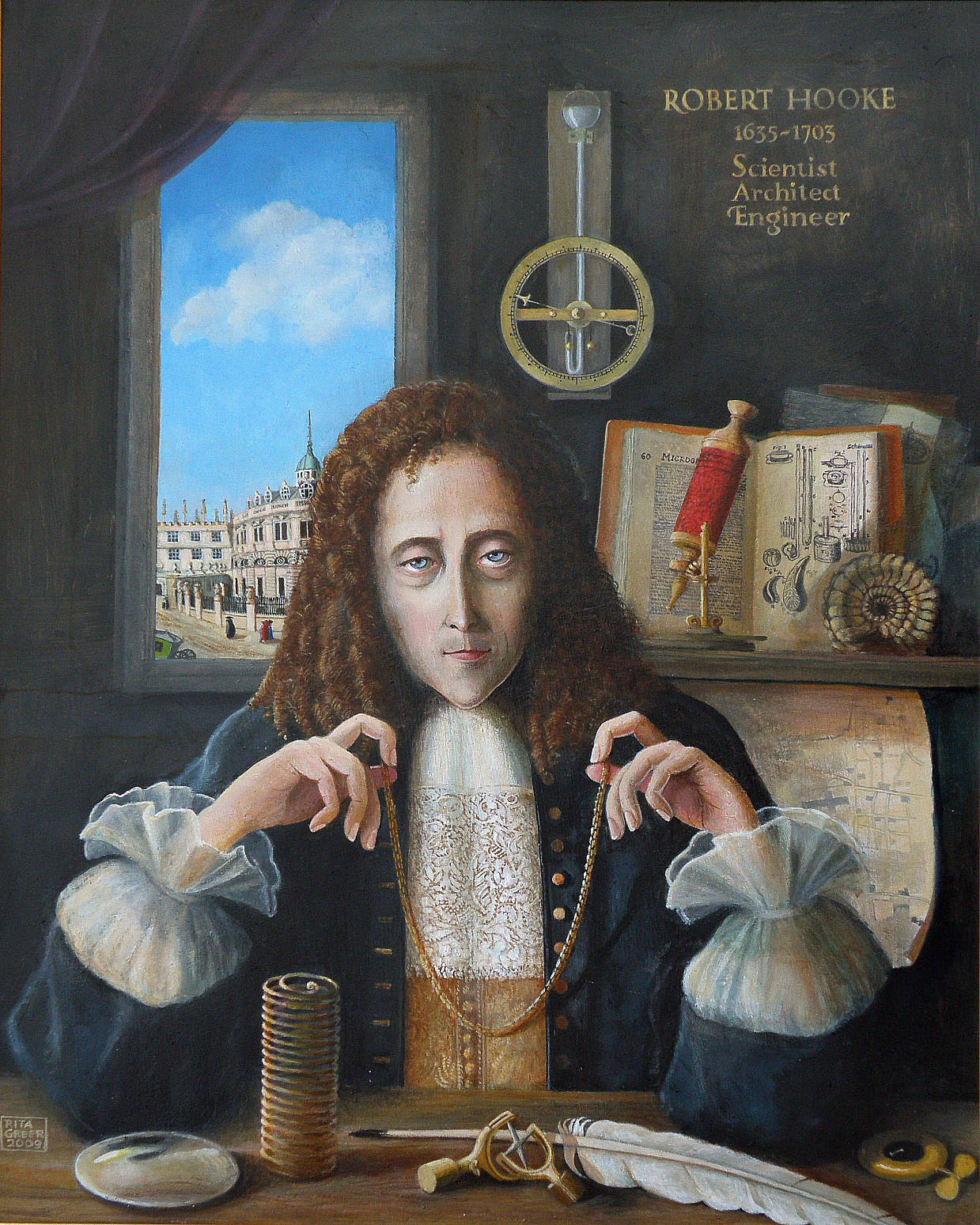
Robert Hooke, sujetando una cadena suspendida entre sus manos, que forma una catenaria (representación moderna)

El científico del siglo XVII Robert Hooke escribió: "Ut pendet continuum flexile, sic stabit contiguum rigidum inversum", o, "Como cuelga un cable flexible, así, invertido, colocar las piezas contiguas de un arco".
Una nota escrita por Thomas Jefferson en 1788 dice: "Recientemente he recibido de Italia un tratado sobre el equilibrio de los arcos, del Abbé Mascheroni. Parece ser un trabajo muy científico. Todavía no he tenido tiempo de dedicarme a él; pero encuentro que las conclusiones de sus demostraciones son que cada parte de la catenaria está en perfecto equilibrio".
El hallazgo de la ecuación exacta de la catenaria, tuvo que esperar hasta 1691 con el desarrollo del cálculo diferencial, y a la intervención de cuatro célebres matemáticos: Gottfried Leibniz, Christiaan Huygens y Johann Bernoulli, en respuesta al desafío planteado por Jakob Bernoulli.

## Propiedades estructurales
Arquitectónicamente, un arco de catenaria tiene la capacidad de soportar el peso del material con el que está construido, sin colapsar. Para un arco de densidad y espesor uniformes, que soporta solo su propio peso, la catenaria es la curva ideal.
Los arcos de catenaria son fuertes porque redirigen la fuerza vertical de la gravedad en fuerzas de compresión a lo largo de la curva del arco. En un arco de catenaria cargado uniformemente, la línea de empujes pasa por su centro.
Este principio se ha empleado arquitectónicamente para crear estructuras arqueadas que siguen exactamente, y de una manera visiblemente aparente, la forma de una catenaria invertida. Un ejemplo temprano significativo de esto es el arco de Taq-i Kisra (Irak). La catenaria, girada 180 grados, forma la estructura de un edificio abovedado simple como las casas colmena de la Península de Dingle, en Irlanda.
El principio de la catenaria es también el factor subyacente en los sistemas arquitectónicos mucho más complejos de la arquitectura medieval y renacentista. Los edificios que tienen techos pesados con forma de arco y generan un fuerte empuje hacia afuera deben cumplir con la forma de la curva catenaria para no colapsar. Esto no implica que los propios arcos tengan forma de catenaria, sino que el sistema total de muros o contrafuertes que soportan el techo o cúpula contiene una curva catenaria, que entrega el empuje hacia abajo.
En el siglo XV, Filippo Brunelleschi diseñó la cúpula renacentista octogonal de la Catedral de Santa María del Fiore de una manera que utilizaba el principio del arco catenario. En el siglo XVII, Christopher Wren diseñó la cúpula de Catedral de San Pablo de Londres basándose directamente en una curva de catenaria. Se ha descubierto que el techo abovedado y los contrafuertes de la Capilla del King's College de Cambridge, cumplen con la fórmula del arco de catenaria.

## Ejemplos

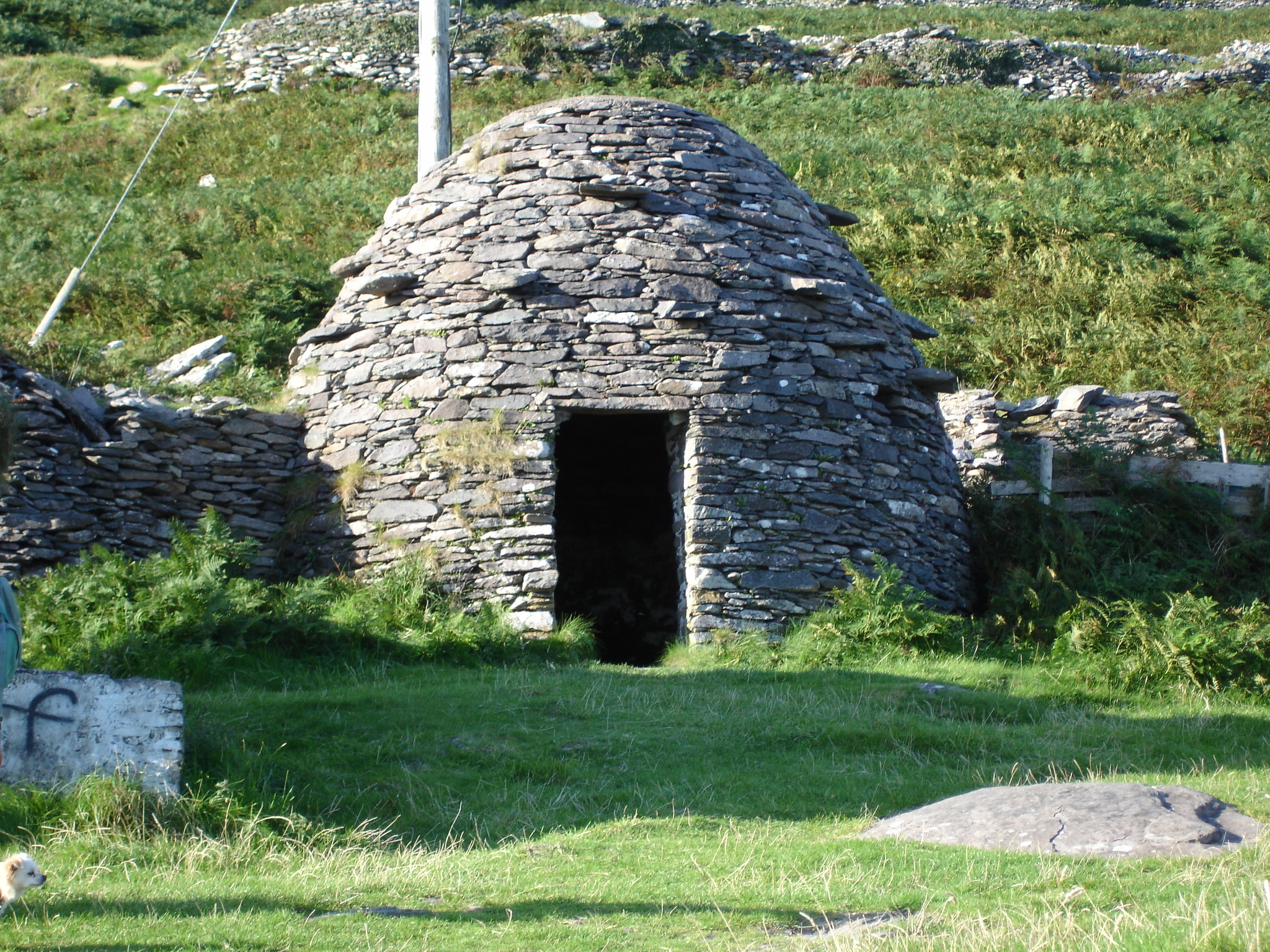
Una casa colmena (un clochán) en la Península de Dingle, Condado de Kerry

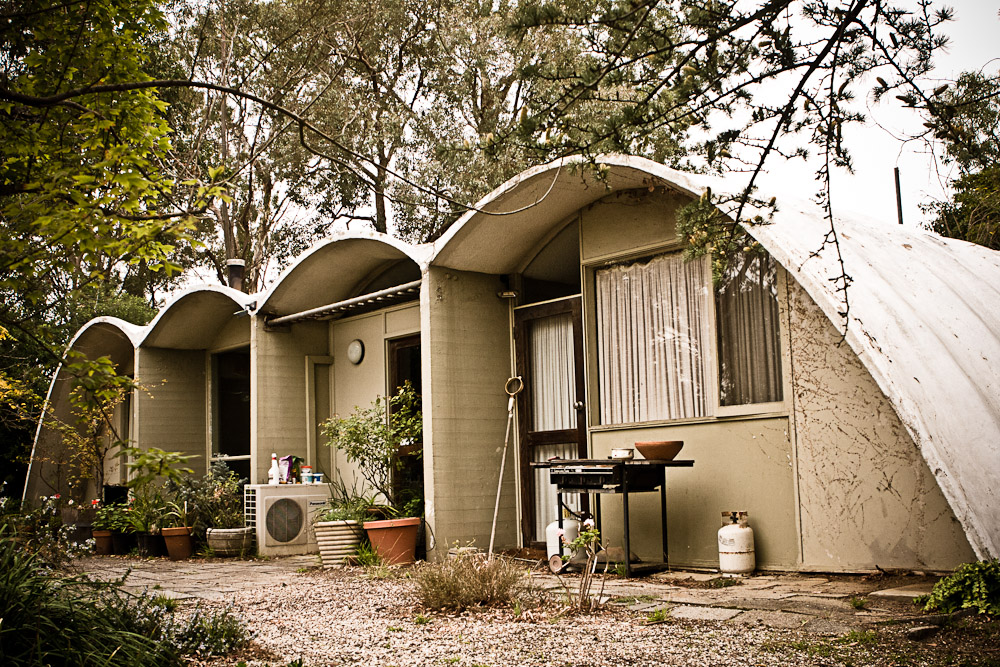
Casa Rice

### Catedrales e iglesias
- Capilla del King's College, en Cambridge[10]
- Catedral de San Pablo de Londres[11]
- Catedral de Santa María del Fiore[12][13]
- Cripta de la Colonia Güell[14]

### Puentes
- Una banda tesa tiene la forma de un arco de catenaria. Un ejemplo famoso es el Puente An-Lan, en la China.[15]

### Aeropuertos
- El techo del Aeropuerto Internacional de Washington-Dulles es una catenaria curva suspendida.[16] Un sistema de cable de acero de catenaria sostiene el techo de Aeropuerto Internacional de Denver.[17]

### Estaciones de tren
- El interior de la Estación de Budapest-Keleti forma un arco catenario.[18]

- La Estación de Pensilvania en Nueva York tiene un techo en forma de arco de catenaria.[19]

### Arcos monumentales
- El Arco Gateway en la ciudad estadounidense de San Luis (Misuri) es un arco de catenaria invertido.[20] Debido a que su relación de aspecto no es constante, de manera que la parte superior es más delgada que la inferior, su forma real es técnicamente una catenaria ponderada.[21]

### Otras edificaciones
- Casa Milà, en Barcelona[22] fue diseñada por Antoni Gaudí utilizando arcos de catenaria[23][24]

- Casa Batlló,[25] también obra de Gaudí

- El edificio Marquette Plaza en Mineápolis utilizó arcos de catenaria.[26][27] Hasta 1997 fue la sede del Banco de la Reserva Federal de Mineápolis. El edificio ha sido remodelado, pero aún se ve el arco de catenaria del que se suspende la estructura.[28]

- Las casas colmena (clocháns) de Skellig Michael en Irlanda, poseen una sección transversal similar a un arco de catenaria.[29]

- La Casa Rice incluye arcos de catenaria.[30]

- El Icehotel en Suecia emplea arcos de catenaria.[31]

### Arcos naturales

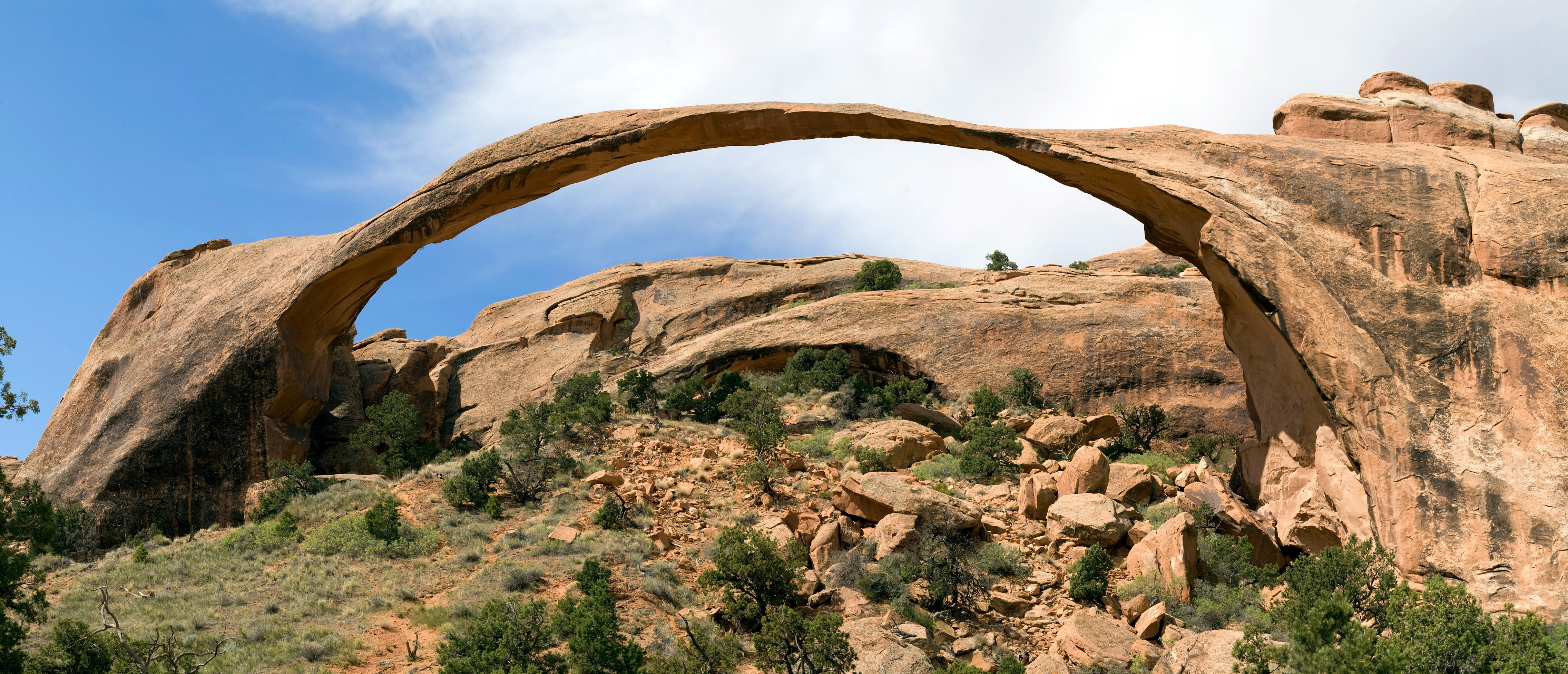
Arco Landscape, Utah

- El puente del Arco Iris en el estado estadounidense de Utah tiene la forma de una catenaria, posiblemente producida por meteorización de las zonas de menor compresión.[32]
- El arco Kolob y el arco Landscape, también en Utah, igualmente poseen la forma de una catenaria.[33][34]

### Antiguo Egipto
- El óstraco de Saqqara, incompleto, incluye el dibujo de una catenaria.[35]

- La bóveda nubia es un tipo de construcción originario de Nubia. Para mayor estabilidad, la sección transversal de la estructura sigue aproximadamente un arco de catenaria.[36]

### Oriente Medio
- En Irak, el Taq-i Kisra tiene la forma de un arco de catenaria.[37]

### Hornos
- Los kiln a menudo se diseñan disponiendo en su sección transversal un arco de catenaria.[38]

### Chozas de barro
- Las cabañas de barro de Musgum del Camerún tienen una sección transversal aproximadamente con forma de catenaria.[39][40][41]

### Iglúes
- Los iglúes están diseñados aproximadamente con una sección transversal que se corresponde con un arco de catenaria.[42][32] Esta forma ofrece un equilibrio óptimo entre altura y diámetro, evitando el riesgo de colapsar bajo el peso de la nieve compactada.[32]